# دختر من (فیلم ۲۰۱۸)
دختر من (ایتالیایی: Figlia mia) یک فیلم ایتالیایی به کارگردانی لائورا بیسپوری است که در سال ۲۰۱۸ منتشر شد.